# Женская Лига чемпионов ЕКВ 2005/2006
6-й розыгрыш женской Лиги чемпионов ЕКВ (46-й с учётом Кубка европейских чемпионов) проходил с 18 октября 2005 по 19 марта 2006 года с участием 12 клубных команд из 9 стран-членов Европейской конфедерации волейбола. Финальный этап был проведён в Каннах (Франция). Победителем турнира впервые стала итальянская команда «Сирио» (Перуджа).

## Система квалификации
Места в Лиге чемпионов 2005/2006 были распределены по рейтингу ЕКВ на 2006 год, учитывающему результаты выступлений клубных команд стран-членов ЕКВ в еврокубках на протяжении трёх сезонов (2001/2002—2003/2004). Согласно ему двух участников получили возможность заявить Италия, Испания и Турция, по одному — Россия, Польша, Франция, Азербайджан и Хорватия. Ещё одно место в Лиге по спецприглашению (wild card) ЕКВ получила Португалия.

## Команды-участницы
| Страна      | Команда                                |                                    |
| ----------- | -------------------------------------- | ---------------------------------- |
| Италия      | «Сирио» (Перуджа)                      | Чемпион Италии 2005                |
| Италия      | «Фоппапедретти» (Бергамо)              | 2-й призёр чемпионата Италии 2005  |
| Испания     | «Тенерифе Маричаль» (Ла-Лагуна)        | Чемпион Испании 2005               |
| Испания     | «Отель Кантур» (Лас-Пальмас)           | 2-й призёр чемпионата Испании 2005 |
| Турция      | «Вакыфбанк Гюнеш» (Стамбул)            | Чемпион Турции 2005                |
| Турция      | «Эджзаджибаши» (Стамбул)               | 2-й призёр чемпионата Турции 2005  |
| Россия      | «Уралочка»-НТМК (Свердловская область) | Чемпион России 2005                |
| Польша      | «Гжески-Калисия» (Калиш)               | Чемпион Польши 2005                |
| Франция     | «Расинг Клуб де Канн» (Канны)          | Чемпион Франции 2005               |
| Азербайджан | «Азеррейл» (Баку)                      | Сильнейшая команда Азербайджана    |
| Хорватия    | «Младост» (Загреб)                     | Чемпион Хорватии 2005              |
| Португалия  | «Клубе Академику Трофа» (Трофа)        | Чемпион Португалии 2005            |

## Система проведения розыгрыша
Соревнования состоят из предварительного этапа, плей-офф и финального этапа. На предварительном этапе 12 команд-участниц разбиты на 2 группы. В группах команды играют с разъездами в два круга. В плей-офф выходят по три лучшие команды из групп и одна из двух команда из занявших в группах четвёртые места. Из числа команд, вышедших в плей-офф, выбирается хозяин финального этапа и допускается непосредственно в финальный раунд розыгрыша.
6 команд-участниц 1-го раунда плей-офф делятся на пары и проводят между собой по два матча с разъездами. Победителем пары выходит команда, одержавшая две победы. В случае равенства побед победителем пары становится команда, имеющая лучшее соотношение партий по итогам двух встреч.
Финальный этап проводится в формате «финала четырёх» — полуфинал и два финала (за 3-е и 1-е места). В нём принимают участие хозяин финала и три лучшие команды по итогам плей-офф.

## Предварительный этап
18.10.2005—17.01.2006

### Группа А
| М | Команда                           | 1       | 2       | 3       | 4       | 5       | 6       | И  | В | П  | С/П   | О  |
| - | --------------------------------- | ------- | ------- | ------- | ------- | ------- | ------- | -- | - | -- | ----- | -- |
| 1 | «Расинг Клуб де Канн» Канны       |         | 2:3 3:1 | 3:1 3:0 | 3:0 3:2 | 3:1     | 3:0     | 10 | 9 | 1  | 29:9  | 19 |
| 2 | «Фоппапедретти» Бергамо           | 3:2 1:3 |         | 3:2 3:1 | 3:0     | 3:1     | 3:0     | 10 | 9 | 1  | 28:10 | 19 |
| 3 | «Отель Кантур» Лас-Пальмас        | 1:3 0:3 | 2:3 1:3 |         | 3:1 0:3 | 3:2     | 3:0     | 10 | 5 | 5  | 19:20 | 15 |
| 4 | «Уралочка»-НТМК Свердловская обл. | 0:3 2:3 | 0:3     | 1:3 3:0 |         | 1:3 3:0 | 3:0     | 10 | 4 | 6  | 16:18 | 14 |
| 5 | «Эджзаджибаши» Стамбул            | 1:3     | 1:3     | 2:3     | 3:1 0:3 |         | 3:2 3:0 | 10 | 3 | 7  | 17:24 | 13 |
| 6 | «Клубе Академику Трофа» Трофа     | 0:3     | 0:3     | 0:3     | 0:3     | 2:3 0:3 |         | 10 | 0 | 10 | 2:30  | 10 |

18.10: Уралочка-НТМК — Фоппапедретти 0:3 (21:25, 16:25, 19:25).
19.10: Эджзаджибаши — РК де Канн 1:3 (19:25, 25:23, 15:25, 16:25).
19.10: Отель Кантур — КА Трофа 3:0 (25:18, 25:17, 28:26).
25.10: Отель Кантур — Уралочка-НТМК 3:1 (25:16, 25:20, 26:28, 25:16).
26.10: Фоппапедретти — Эджзаджибаши 3:1 (25:20, 23:25, 25:16, 25:19).
27.10: КА Трофа — РК де Канн 0:3 (18:25, 13:25, 21:25).
2.11: Эджзаджибаши — Отель Кантур 2:3 (25:20, 25:21, 23:25, 17:25, 13:15).
2.11: Уралочка-НТМК — КА Трофа 3:0 (29:27, 25:18, 25:16).
3.11: РК де Канн — Фоппапедретти 2:3 (25:20, 19:25, 25:21, 24:26, 8:15).
29.11: Уралочка-НТМК — Эджзаджибаши 1:3 (25:20, 20:25, 23:25, 31:33).
30.11: Отель Кантур — РК де Канн 1:3 (18:25, 25:27, 25:23, 17:25).
1.12: КА Трофа — Фоппапедретти 0:3 (16:25, 14:25, 19:25).
6.12: Фоппапедретти — Отель Кантур 3:2 (25:23, 26:28, 23:25, 25:13, 15:8).
7.12: Эджзаджибаши — КА Трофа 3:2 (25:23, 22:25, 25:16, 22:25, 15:11).
8.12: РК де Канн — Уралочка-НТМК 3:0 (25:16, 25:17, 25:21).
13.12: Уралочка-НТМК — РК де Канн 2:3 (25:19, 25:18, 22:25, 20:25, 13:15).
14.12: Отель Кантур — Фоппапедретти 1:3 (25:16, 17:25, 18:25, 20:25).
15.12: КА Трофа — Эджзаджибаши 0:3 (21:25, 18:25, 20:25).
20.12: Фоппапедретти — КА Трофа 3:0 (25:15, 25:16, 25:13).
21.12: Эджзаджибаши — Уралочка-НТМК 0:3 (23:25, 22:25, 21:25).
21.12: РК де Канн — Отель Кантур 3:0 (25:17, 25:11, 25:20).
4.01: Отель Кантур — Эджзаджибаши 3:2 (25:21, 19:25, 25:14, 19:25, 15:9).
4.01: Фоппапедретти — РК де Канн 1:3 (25:15, 21:25, 17:25, 16:25).
5.01: КА Трофа — Уралочка-НТМК 0:3 (21:25, 20:25, 21:25).
10.01: РК де Канн — КА Трофа 3:0 (25:14, 25:21, 25:16).
11.01: Эджзаджибаши — Фоппапедретти 1:3 (21:25, 21:25, 25:22, 20:25).
11.01: Уралочка-НТМК — Отель Кантур 3:0 (25:18, 25:21, 25:13).
17.01: КА Трофа — Отель Кантур 0:3 (9:25. 15:25, 17:25).
17.01: Фоппапедретти — Уралочка-НТМК 3:0 (25:17, 26:24, 25:17).
17.01: РК де Канн — Эджзаджибаши 3:1 (25:13, 25:16, 21:25, 27:25).

### Группа В
| М | Команда                       | 1       | 2       | 3       | 4       | 5       | 6       | И  | В | П  | С/П   | О  |
| - | ----------------------------- | ------- | ------- | ------- | ------- | ------- | ------- | -- | - | -- | ----- | -- |
| 1 | «Сирио» Перуджа               |         | 3:0 3:2 | 2:3 3:0 | 3:0     | 3:0 3:1 | 3:0     | 10 | 9 | 1  | 29:6  | 19 |
| 2 | «Вакыфбанк Гюнеш» Стамбул     | 0:3 2:3 |         | 3:2 3:1 | 3:2 0:3 | 2:3 3:2 | 3:0     | 10 | 6 | 4  | 22:19 | 16 |
| 3 | «Азеррейл» Баку               | 3:2 0:3 | 2:3 1:3 |         | 3:1 0:3 | 3:1 3:2 | 3:1 3:0 | 10 | 6 | 4  | 21:19 | 16 |
| 4 | «Тенерифе Маричаль» Ла-Лагуна | 0:3     | 2:3 3:0 | 1:3 3:0 |         | 1:3 3:2 | 3:0     | 10 | 5 | 5  | 19:17 | 15 |
| 5 | «Гжески-Калисия» Калиш        | 0:3 1:3 | 3:2 2:3 | 1:3 2:3 | 3:1 2:3 |         | 3:0     | 10 | 4 | 6  | 20:21 | 14 |
| 6 | «Младост» Загреб              | 0:3     | 0:3     | 1:3 0:3 | 0:3     | 0:3     |         | 10 | 0 | 10 | 1:30  | 10 |

18.10: Азеррейл — Вакыфбанк Гюнеш 2:3 (17:25, 27:25, 28:30, 25:19, 10:15).
18.10: Сирио — Гжески-Калисия 3:0 (25:23, 25:14, 25:16).
19.10: Младост — Тенерифе Маричаль 0:3 (26:28, 18:25, 21:25).
25.10: Азеррейл — Сирио 3:2 (14:25, 25:22, 21:25, 25:17. 15:13).
26.10: Вакыфбанк Гюнеш — Тенерифе Маричаль 3:2 (25:14, 25:22, 37:39, 20:25, 15:12).
27.10: Гжески-Калисия — Младост 3:0 (29:27, 25:21, 25:15).
2.11: Сирио — Вакыфбанк-Гюнеш 3:0 (25:14, 25:21, 25:20).
3.11: Младост — Азеррейл 1:3 (25:20, 23:25, 18:25, 21:25).
3.11: Тенерифе Маричаль — Гжески-Калисия 1:3 (26:24, 24:26, 18:25, 21:25).
30.11: Вакыфбанк-Гюнеш — Гжески-Калисия 2:3 (22:25, 23:25, 25:17, 25:18, 13:15).
30.11: Азеррейл — Тенерифе Маричаль 3:1 (25:23, 25:20, 10:25, 25:17).
30.11: Сирио — Младост 3:0 (25:9, 25:16, 25:18).
7.12: Младост — Вакыфбанк Гюнеш 0:3 (21:25, 23:25, 15:25).
8.12: Гжески-Калисия — Азеррейл 1:3 (18:25, 25:21, 22:25, 18:25).
8.12: Тенерифе Маричаль — Сирио 0:3 (30:32, 14:25, 21:25).
14.12: Вакыфбанк-Гюнеш — Младост 3:0 (25:19, 25:15, 25:15).
14.12: Сирио — Тенерифе Маричаль 3:0 (25:18, 25:21, 25:22).
15.12: Азеррейл — Гжески-Калисия 3:2 (24:26, 25:15, 23:25, 25:19, 17:15).
21.12: Младост — Сирио 0:3 (19:25, 13:25. 23:25).
21.12: Тенерифе Маричаль — Азеррейл 3:0 (25:19, 25:14, 25:15).
22.12: Гжески-Калисия — Вакыфбанк Гюнеш 2:3 (25:22, 22:25, 25:23, 14:25, 13:15).
3.01: Азеррейл — Младост 3:0 (25:20, 25:15, 25:15).
4.01: Вакыфбанк-Гюнеш — Сирио 2:3 (22:25, 25:17, 26:28, 25:16, 11:15).
5.01: Гжески-Калисия — Тенерифе Маричаль 2:3 (23:25, 25:22, 25:22, 15:25, 14:16).
11.01: Младост — Гжески-Калисия 0:3 (17:25, 23:25, 18:25).
11.01: Тенерифе Маричаль — Вакыфбанк Гюнеш 3:0 (26:24, 25:20, 25:18).
11.01: Сирио — Азеррейл 3:0 (29:27, 25:19, 25:20).
17.01: Вакыфбанк-Гюнеш — Азеррейл 3:1 (22:25, 25:18, 25:21, 25:19).
17.01: Гжески-Калисия — Сирио 1:3 (17:25, 16:25, 25:21, 19:25).
17.01: Тенерифе Маричаль — Младост 3:0 (25:16, 25:14, 25:18).

### Итоги
По итогам предварительного этапа в плей-офф вышли по три лучшие команды из групп. Хозяином финального этапа выбрана команда «Расинг Клуб де Канн» (Канны), получившая прямой допуск в финал четырёх. После этого определилась ещё одна команда — участница плей-офф из числа занявших в группах четвёртые места (из группы, в которой играл хозяин финального раунда). Ею стала российская «Уралочка»-НТМК.

## Плей-офф
14—23.02.2006
 «Уралочка»-НТМК (Екатеринбург) —  «Сирио» (Перуджа)
14 февраля. 2:3 (26:28, 25:17, 23:25, 25:23, 13:15).
21 февраля. 0:3 (21:25, 19:25, 21:25).
 «Вакыфбанк Гюнеш» (Стамбул) —  «Отель Кантур» (Лас-Пальмас)
15 февраля. 3:0 (29:27, 25:17, 25:23).
21 февраля. 2:3 (23:25, 25:23, 25:22, 21:25, 7:15).
 «Фоппапедретти» (Бергамо) —  «Азеррейл» (Баку)
15 февраля. 3:1 (21:25, 25:15, 25:13, 25:18).
23 февраля. 3:2 (27:29, 22:25, 25:11, 25:22, 15:6).

## Финал четырёх
18—19 марта 2006.  Канны.
Участники:
 «Расинг Клуб де Канн» (Канны) 

 «Сирио» (Перуджа)

 «Фоппапедретти» (Бергамо)

 «Вакыфбанк Гюнеш» (Стамбул)

### Полуфинал
18 марта
 «Сирио» —  «Вакыфбанк Гюнеш»
3:2 (25:20, 22:25, 17:25, 25:17, 15:9)
 «Расинг Клуб де Канн» —  «Фоппапедретти»
3:1 (25:16, 25:20, 13:25, 25:23)

### Матч за 3-е место
19 марта
 «Фоппапедретти» —  «Вакыфбанк Гюнеш»
3:0 (25:19, 26:24, 25:20)

### Финал
| 19 марта 2006 | \| «Сирио» (Перуджа) \| 3:1 \| «Расинг Клуб де Канн» (Канны) \| \| Фофан (1) Дорота Свеневич (8) Валевска (12) Антонина Зетова (19) Мирка Франсия (22) Лючия Крисанти (8) Кьяра Арканджели (либеро) Кьяра ди Юлио Сенна Ушич (2) \| Голы \| Жизель Флорентино Малгожата Глинка (20) Ангелика Люнгквист (5) Цю Айхуа (1) Ева Янева (16) Виктория Равва (18) Юко Сано (либеро) Карин Салинас Александра Фомина (2) Ольга Точко (5) Эстель Керар Елена Лозанчич (6) \| | Канны Рalais des Victoires Зрителей: 4500 |
| Счёт по партиям — 25:23, 25:20, 22:25, 25:20. Время матча — 1 час 34 минуты. Судьи: Зорица Белич, Франк Лойтхауссер.                                          | | |
| «Сирио» (Перуджа) | 3:1 | «Расинг Клуб де Канн» (Канны) |
| Фофан (1) Дорота Свеневич (8) Валевска (12) Антонина Зетова (19) Мирка Франсия (22) Лючия Крисанти (8) Кьяра Арканджели (либеро) Кьяра ди Юлио Сенна Ушич (2) | Голы | Жизель Флорентино Малгожата Глинка (20) Ангелика Люнгквист (5) Цю Айхуа (1) Ева Янева (16) Виктория Равва (18) Юко Сано (либеро) Карин Салинас Александра Фомина (2) Ольга Точко (5) Эстель Керар Елена Лозанчич (6) |

### Итоги

#### Положение команд
| «Сирио» (Перуджа)              |
| «Расинг Клуб де Канн» (Канны)  |
| «Фоппапедретти» (Бергамо)      |
| 4. «Вакыфбанк Гюнеш» (Стамбул) |

#### Призёры
«Сирио» (Перуджа): Валевска Морейра ди Оливейра, Алессия Морелли, Дорота Свеневич, Лючия Крисанти, Антонина Зетова, Кьяра Ди Юлио, Элия Рожерио ди Соуза (Фофан), Лаура Вентурини, Кьяра Арканджели, Сенна Ушич, Мирка Франсия Васконселос. Главный тренер — Массимо Барболини.
  «Расинг Клуб де Канн» (Канны): Карин Салинас, Александра Фомина, Ангелика Люнгквист, Цю Айхуа, Ева Янева, Жизель Флорентино, Елена Лозанчич, Ольга Точко, Малгожата Глинка, Эстель Керар, Юко Сано, Виктория Равва. Главный тренер — Янь Фан.
  «Фоппапедретти» (Бергамо): Серена Ортолани, Ангелина Грюн, Паола Кроче, Катажина Гуйска, Дженни Барацца, Мануэла Секоло, Рийка Лехтонен, Паола Паджи, Франческа Пиччинини, Элеонора Ло Бьянко, Майя Поляк. Главный тренер — Марко Фенольо.

#### Индивидуальные призы
MVP: Виктория Равва («РК де Канн»)
Лучшая нападающая: Мирка Франсия («Сирио»)
Лучшая блокирующая: Ангелика Люнгквист («РК де Канн»)
Лучшая на подаче: Ангелина Грюн («Фоппапедретти»)
Лучшая связующая: Фофан («Сирио»)
Лучшая либеро: Юко Сано («РК де Канн»)
Самая результативная: Неслихан Дарнель («Вакыфбанк Гюнеш»)